# Gai Lecani
Gai Lecani (en llatí Caius Lecanius) va ser un magistrat romà del segle i.
Va ser un dels cònsols de l'any 65, segons els Fasti i Tàcit. Probablement és el mateix personatge esmentat per Plini amb el nom de Quint Lecani Bas, que va morir per un carboncle al braç esquerre.